# Pazardzhik
Pazardzhik o Pazardzik (en búlgaro: Пазарджик) es una ciudad búlgara, capital de la provincia de Pazardzhik. Se encuentra junto al río Maritsa.

## Geografía

### Ubicación
Se encuentra junto al río Maritsa, a 35 km de Plovdiv y a 109 km de la capital búlgara, Sofía.
Este asentamiento queda convenientemente ubicado en el camino de Sofía a Plovdiv, por lo que ha sido históricamente un paso obligado para los viajeros.

### Clima
Debido al clima relativamente benigno y al suelo fértil es una zona tradicionalmente agrícola, en especial para la siembra, cuidado y cosecha de frutas y legumbres regionales. Los principales productos junto a los granos son tomate, chile, patatas, sandía, tabaco y vid, además de melocotones, cereza y algodón.
La temperatura anual es 12.4 °C, las precipitaciones anuales son de 500 mm, lo que hace a la ciudad y su región unos de los más secos en Bulgaria. El clima se considera más cercano al clima mediterráneo. El máximo de las precipitaciones se da en primavera y otoño, y el mínimo es en los meses del invierno y del verano. La temperatura máxima registrada es 43 °C, y la mínima es 27 °C bajo cero en caso de inversión de la temperatura invernal.

## Historia
La ciudad se fundó en 1485. La iglesia de Bogoroditsa (Madre de Dios) contiene iconos y tallas en madera de los principales artistas búlgaros, entre las que cabe destacar las escenas del Antiguo y del Nuevo Testamento de Stanislav Dospevski, Estos iconos son debidos a los artistas de la escuela de Debar.

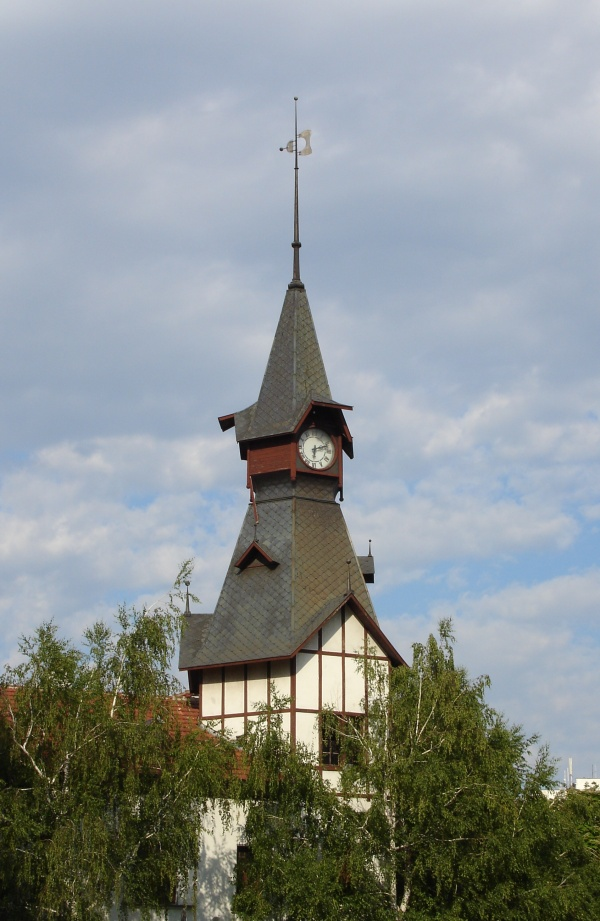
El reloj de Pazardzhik.

Pazardzhik fue fundada durante la segunda mitad del siglo XV en la orilla izquierda del río Maritza, cerca del mercado de la región y de un importante cruce de caminos en medio de esta área productiva. Gracias a su favorable localización, el asentamiento se desarrolló rápidamente, siendo muy pequeño en un inicio, se convirtió en el centro administrativo de la región y así permaneció hasta la liberación de la ocupación del Imperio otomano.
Durante los siguientes siglos la población continuó creciendo y fortaleciendo su posición. Prosperaron de manera importante el comercio del hierro, la piel y el arroz. El pueblo impresionó a los visitantes con sus bellas casas y limpias calles. En 1718 Gerard Kornelius Drish visitó Pazardzhik y escribió al respecto "los edificios aquí acorde a su construcción, tamaño y belleza tienen un mejor nivel de aquellos de las Ciudades de Niš, Sofía y otros lugares".
En el siglo XIX Pazardzhik era grande, era un importante centro de artesanías y comercio, con una población de alrededor de 25 000 personas. Celebraba dos grandes ferias anuales, un gran mercado los martes y miércoles, había ya una oficina postal y contaba con telégrafo.
En 1837  se construyó la iglesia de "La Virgen María"  , importante monumento nacional, famoso por su arquitectura y tallas de madera. A mediados del siglo XIX, Pazardzhik llegó a ser un importante centro cultural:  se inauguró una escuela en 1847, otra para niñas en 1848, un centro comunitario en 1868 y la unión de mujeres denominada "Prosveta" en 1870.
Mientras se libraba la guerra de la Liberación en 1877-1878, el pueblo fue quemado por las tropas turcas que se retiraban. Fue liberado de la ocupación turca el 2 de enero de 1878 por un pelotón del General Gurko. Pazardzhik creció y se extendió a la orilla derecha del río Maritza; donde se construyeron algunas barracas y una escuela de agricultura.
A principios del siglo XX se edificaron fábricas, almacenes y casas en lo que sería el barrio industrial de la ciudad. Desde 1959 y hasta 1987 Pazardzhik fue otra vez el centro administrativo de la región, y es de nuevo desde 1999 de una división administrativa de Bulgaria.

## Demografía
| Gráfica de evolución de Pazardzhik entre 1887 y 2018 |
|                                                      |